# Baheri
Baheri è una suddivisione dell'India, classificata come municipal board, di 58.577 abitanti, situata nel distretto di Bareilly, nello stato federato dell'Uttar Pradesh. In base al numero di abitanti la città rientra nella classe II (da 50.000 a 99.999 persone).

## Geografia fisica
La città è situata a 28° 46' 60 N e 79° 30' 0 E e ha un'altitudine di 182 m s.l.m..

## Società

### Evoluzione demografica
Al censimento del 2001 la popolazione di Baheri assommava a 58.577 persone, delle quali 31.154 maschi e 27.423 femmine. I bambini di età inferiore o uguale ai sei anni assommavano a 10.389, dei quali 5.425 maschi e 4.964 femmine. Infine, coloro che erano in grado di saper almeno leggere e scrivere erano 25.425, dei quali 15.836 maschi e 9.589 femmine.